# Yuriy Metlushenko
Yuriy Metlushenko (en ukrainien : Юрій Володимирович Метлушенко, Iouri Volodymyrovytch Metlouchenko ; né le 4 janvier 1976 à Radomychl, dans l'oblast de Jytomyr, en Ukraine) est un coureur cycliste ukrainien. Il devient professionnel en 2002 dans l'équipe Landbouwkrediet-Colnago.

## Palmarès
- 1996
  - 2e du Tour de Tunisie
- 1997
  - Tour de Ribas
  - 4e, 5e, 7e et 11ea étapes du Tour de Tunisie
- 2001
  - Gran Premio Brefer
  - Grand Prix Ceda
  - Trophée Alfredo Lando
  - Circuito Salese
  - Circuito Città di Avellino
  - Targa Libero Ferrario
  - Trophée Raffaele Marcoli
  - Trofeo Parmeggiani Progetti
  - Trofeo Sportivi Magnaghesi
  - 2e du Grand Prix de la Tomate
  - 3e de Vicence-Bionde
  - 3e du Mémorial Giuseppe Polese
  - 3e du Grand Prix Cristal Energie
- 2002
  - Grand Prix de la côte étrusque
- 2003
  - Beveren-Leie
  - Grand Prix Raf Jonckheere
  - 2e étape du Tour du Danemark
  - 1re étape du Tour du Poitou-Charentes
  - 3e de la Coupe Sels
- 2004
  - Grand Prix de la côte étrusque
  - Leeuwse Pijl
  - 2eb étape du Brixia Tour
- 2008
  -  Champion d'Ukraine du critérium
  - Lancaster Classic
  - 2e étape du Tour de Beauce
- 2009
  - 4e étape de la Semaine internationale Coppi et Bartali
  - Prologue du Szlakiem Grodów Piastowskich
  - 6e étape du Tour du lac Qinghai
  - 1re étape (contre-la-montre par équipes) de l'Univest Grand Prix
  - 3e étape du Tour de Hainan
- 2010
  - 4e et 5e étapes du Tour du lac Qinghai
  - 1re étape du Tour de Hainan
- 2011
  -  Champion d'Ukraine du critérium
  - 6e étape du Tour du lac Qinghai
- 2012
  - 4e étape du Tour d'Azerbaïdjan
  - Tour de Trakya :
    - Classement général
    - 1re, 2e et 4e étapes

  - 3e étape du Baltic Chain Tour
  - 3e étape du Tour du lac Taihu
- 2013
  - Tour du lac Taihu :
    - Classement général
    - 1re, 2e, 3e, 4e et 9e étapes

  - 2e du Tour de Nankin
- 2016
  - 3e du Grand Prix de Vinnytsia
- 2017
  -  Champion d'Ukraine du critérium

## Résultats sur les grands tours

### Tour d'Italie
1 participation
- 2002 : abandon (16e étape)

## Classements mondiaux
| Année            | 2006 | 2007   | 2008 | 2009 | 2010 | 2011 | 2012 | 2013 | 2014 | 2015 | 2016 | 2017   |
| ---------------- | ---- | ------ | ---- | ---- | ---- | ---- | ---- | ---- | ---- | ---- | ---- | ------ |
| UCI Africa Tour  |      |        |      |      |      |      | 88e  | 188e |      |      |      |        |
| UCI America Tour |      |        | 23e  | 303e | 308e |      |      |      |      |      |      |        |
| UCI Asia Tour    |      | 120e   | 249e | 57e  | 24e  | 26e  | 217e |      |      |      |      | 322e   |
| UCI Europe Tour  | 550e | 1 187e | 571e | 301e | 408e |      | 165e | 823e |      | 973e | 996e | 1 194e |